# Щуковське-Гуркі
Щуковське-Гуркі (пол. Szczukowskie Górki) — село в Польщі, у гміні Пекошув Келецького повіту Свентокшиського воєводства.
Населення — 431 особа (2011).
У 1975-1998 роках село належало до Келецького воєводства.

## Демографія
Демографічна структура на день 31 березня 2011 року:
|          | Загалом | Допрацездатний вік | Працездатний вік | Постпрацездатний вік |
| -------- | ------- | ------------------ | ---------------- | -------------------- |
| Чоловіки | 212     | 46                 | 146              | 20                   |
| Жінки    | 219     | 48                 | 127              | 44                   |
| Разом    | 431     | 94                 | 273              | 64                   |